# Marvin Stalder
Marvin Frederick Stalder, ameriški veslač, * 9. december 1905, † 2. september 1982.
Stalder je za Združene države Amerike nastopil kot član osmerca na Poletnih olimpijskih igrah 1928 v Amsterdamu. Ameriški čoln je tam osvojil zlato medaljo.  